# 대한민국의 법무부 차관
법무부 차관(法務部 次官)은 장관을 보좌하는 직위로, 정무직공무원으로 보한다.

## 임명
- 대한민국 법무부의 차관. 민주화 이후로는 문재인 정부 시기를 제외하면 모두 검사 출신이다. 법무부 차관은 현직 고검장 중에서 임명하거나 지검장 급을 승진시켜 임명하는게 관례이다.

## 역할
- 법무부 차관은 장관을 보좌하여 소관사무를 처리하고 소속공무원을 지휘·감독하며, 장관이 사고로 직무를 수행할 수 없으면 그 직무를 대행한다.

## 역대 차관

### 법무부 차관
| 정부        | 대수              | 이름                             | 임기                                            | 비고                                    |
| ----------- | ----------------- | -------------------------------- | ----------------------------------------------- | --------------------------------------- |
| 제1공화국   | 초대              | 권승렬(權承烈)                   | 1948년 8월 7일~1948년 10월 30일                 |                                         |
| 제1공화국   | 2대               | 백한성(白漢成)                   | 1948년 10월 31일~1949년 6월 7일                 |                                         |
| 제1공화국   | 3대               | 김갑수(金甲洙)                   | 1949년 6월 8일~1950년 3월 13일                  |                                         |
| 제1공화국   | 4대               | 김윤근(金潤根)                   | 1950년 3월 14일~1951년 11월 29일                |                                         |
| 제1공화국   | 5대               | 민복기(閔復基)                   | 1951년 11월 29일~1952년 5월 26일                |                                         |
| 제1공화국   | 6대               | 정재환(鄭在煥)                   | 1952년 5월 26일~1954년 2월 9일                  |                                         |
| 제1공화국   | 직무대리          | 홍진기(洪璡基)                   | 1954년 2월 9일~1954년 2월 17일                  | 검찰국장 겸 차관 직무대리               |
| 제1공화국   | 7대               | 홍진기(洪璡基)                   | 1954년 2월 17일~1955년 10월 5일                 | 검찰국장 직에 있다가 차관 승진          |
| 제1공화국   | 직무대리          | 박천일(朴天一)                   | 1955년 10월 6일~1955년 10월 11일                | 검찰국장 겸 차관 직무대리               |
| 제1공화국   | 8대               | 임석무(林碩茂)                   | 1955년 10월 12일~1956년 6월 22일                |                                         |
| 제1공화국   | 9대               | 배영호(裵泳鎬)                   | 1956년 6월 23일~1958년 3월 10일                 |                                         |
| 제1공화국   | 10대              | 신언한(申彦瀚)                   | 1958년 3월 11일~1960년 5월 3일                  |                                         |
| 제1공화국   | 직무대리          | 주운화(朱雲化)                   | 1960년 5월 4일~1960년 6월 30일                  | 검찰국장 겸 차관 직무대리               |
| 제1공화국   | 11대              | 김영천(金永千)                   | 1960년 6월 30일~1960년 9월 29일                 |                                         |
| 제2공화국   | 12대              | 김영환(金英煥)                   | 1960년 8월 23일~1961년 5월 20일                 | 정무차관                                |
| 제2공화국   | 정무차관 직무대리 | 김낙윤(金洛潤)                   | 1961년 10월 7일~1962년 3월 18일                 | 기획조정관 겸 정무차관 직무대리         |
| 제2공화국   | 12대              | 김영천(金永千)                   | 1960년 9월 29일~1962년 3월 18일                 | 사무차관                                |
| 제2공화국   | 13대              | 서일교(徐壹敎)                   | 1962년 3월 19일~1963년 8월 7일                  |                                         |
| 제3공화국   | 14대              | 권오병(權五柄)                   | 1963년 8월 8일~1965년 8월 27일                  |                                         |
| 제3공화국   | 15대              | 이경호(李坰鎬)                   | 1965년 8월 28일~1968년 5월 23일                 |                                         |
| 제3공화국   | 16대              | 김병화(金炳華)                   | 1968년 5월 24일~1969년 7월 27일                 |                                         |
| 제3공화국   | 17대              | 오탁근(吳鐸根)                   | 1969년 7월 28일~1971년 8월 23일                 |                                         |
| 제3공화국   | 18대              | 이선중(李善中)                   | 1971년 8월 24일~1973년 3월 8일                  |                                         |
| 제4공화국   | 18대              | 이선중(李善中)                   | 1971년 8월 24일~1973년 3월 8일                  |                                         |
| 19대        | 김선(金璿)        | 1973년 3월 9일~1974년 7월 7일    |                                                 |                                         |
| 20대        | 김종경(金鍾卿)    | 1974년 7월 8일~1977년 2월 16일   |                                                 |                                         |
| 21대        | 이종원(李鐘元)    | 1977년 2월 17일~1979년 2월 18일  |                                                 |                                         |
| 22대        | 이용훈(李龍薰)    | 1979년 2월 19일~1980년 5월 22일  |                                                 |                                         |
| 직무대리    | 안경렬(安慶烈)    | 1980년 5월 22일~1980년 5월 26일  | 기획관리실장 겸 차관 직무대리                   |                                         |
| 23대        | 정태균(鄭泰均)    | 1980년 5월 26일~1981년 4월 17일  |                                                 |                                         |
| 제5공화국   |                   |                                  |                                                 |                                         |
| 직무대리    | 안경렬(安慶烈)    | 1981년 4월 17일~1981년 4월 25일  | 기획관리실장 겸 차관 직무대리                   |                                         |
| 24대        | 서동권(徐東權)    | 1981년 4월 25일~1981년 12월 17일 |                                                 |                                         |
| 25대        | 이영욱(李永旭)    | 1981년 12월 17일~1982년 6월 17일 |                                                 |                                         |
| 26대        | 정해창(丁海昌)    | 1982년 6월 18일~1985년 2월 27일  |                                                 |                                         |
| 27대        | 김종건(金鍾鍵)    | 1985년 2월 28일~1985년 10월 18일 |                                                 |                                         |
| 28대        | 이종남(李種南)    | 1985년 10월 19일~1987년 5월 26일 |                                                 |                                         |
| 직무대리    | 김양균(金亮均)    | 1987년 5월 26일~1987년 5월 30일  | 기획관리실장 겸 차관 직무대리                   |                                         |
| 29대        | 한영석(韓永錫)    | 1987년 5월 30일~1988년 3월 4일   |                                                 |                                         |
| 노태우 정부 | 30대              | 서정신(徐廷信)                   | 1988년 3월 5일~1989년 3월 28일                  |                                         |
| 노태우 정부 | 31대              | 김두희(金斗喜)                   | 1989년 3월 29일~1991년 4월 17일                 |                                         |
| 노태우 정부 | 32대              | 조성욱(趙成郁)                   | 1991년 4월 18일~1993년 3월 3일                  |                                         |
| 김영삼 정부 | 33대              | 신건(辛建)                       | 1993년 3월 4일~1993년 5월 27일                  |                                         |
| 김영삼 정부 | 직무대리          | 김상수(金相洙)                   | 1993년 5월 27일~1993년 5월 31일                 | 기획관리실장 겸 차관 직무대리           |
| 김영삼 정부 | 34대              | 김기석(金基錫)                   | 1993년 5월 31일~1994년 9월 15일                 |                                         |
| 김영삼 정부 | 35대              | 김종구(金鍾求)                   | 1994년 9월 16일~1995년 9월 19일                 |                                         |
| 김영삼 정부 | 36대              | 김태정(金泰政)                   | 1995년 9월 20일~1997년 8월 6일                  |                                         |
| 김영삼 정부 | 직무대리          | 김경한(金慶漢)                   | 1997년 8월 6일~1997년 8월 8일                   | 기획관리실장 겸 차관 직무대리           |
| 김영삼 정부 | 37대              | 원정일(元正一)                   | 1997년 8월 8일~1998년 3월 18일                  |                                         |
| 김대중 정부 | 38대              | 최경원(崔慶元)                   | 1998년 3월 19일~1999년 6월 8일                  |                                         |
| 김대중 정부 | 39대              | 김경한(金慶漢)                   | 1999년 6월 9일~2001년 5월 30일                  |                                         |
| 김대중 정부 | 40대              | 김학재(金鶴在)                   | 2001년 5월 31일~2001년 9월 12일                 |                                         |
| 김대중 정부 | 41대              | 신광옥(辛光玉)                   | 2001년 9월 12일~2001년 12월 13일                |                                         |
| 김대중 정부 | 직무대행          | 김상희(金相喜)                   | 2001년 12월 13일~2001년 12월 18일               | 기획관리실장 겸 차관 직무대행           |
| 김대중 정부 | 42대              | 김승규(金昇圭)                   | 2001년 12월 18일~2002년 2월 8일                 |                                         |
| 김대중 정부 | 43대              | 한부환(韓富煥)                   | 2002년 2월 8일~2002년 8월 19일                  |                                         |
| 김대중 정부 | 44대              | 김각영(金珏泳)                   | 2002년 8월 19일~2002년 11월 10일                |                                         |
| 김대중 정부 | 직무대행          | 정상명(鄭相明)                   | 2002년 11월 10일~2002년 11월 18일               | 기획관리실장 겸 차관 직무대행           |
| 김대중 정부 | 45대              | 명노승(明魯昇)                   | 2002년 11월 18일~2003년 3월 11일                |                                         |
| 노무현 정부 |                   |                                  |                                                 |                                         |
| 직무대행    | 정상명(鄭相明)    | 2003년 3월 11일~2003년 3월 13일  | 기획관리실장 겸 차관 직무대행                   |                                         |
| 46대        | 정상명(鄭相明)    | 2003년 3월 13일~2004년 5월 31일  |                                                 |                                         |
| 47대        | 김상희(金相喜)    | 2004년 6월 1일~2005년 8월 23일   |                                                 |                                         |
| 직무대행    | 이귀남(李貴男)    | 2005년 8월 23일~2005년 9월 8일   | 기획관리실장 겸 차관 직무대행                   |                                         |
| 48대        | 김희옥(金熙玉)    | 2005년 9월 8일~2006년 8월 24일   |                                                 |                                         |
| 직무대행    | 문성우(文晟祐)    | 2006년 8월 24일~2006년 8월 28일  | 법무부 기획관리실장·차관 직무대행·장관 직무대행 |                                         |
| 49대        | 정동기(鄭東基)    | 2006년 8월 28일~2007년 3월 4일   |                                                 |                                         |
| 50대        | 정진호(鄭振昊)    | 2007년 3월 5일~2008년 3월 10일   |                                                 |                                         |
| 이명박 정부 |                   |                                  |                                                 |                                         |
| 51대        | 문성우(文晟祐)    | 2008년 3월 10일~2009년 1월 19일  |                                                 |                                         |
| 52대        | 이귀남(李貴男)    | 2009년 1월 19일~2009년 7월 10일  |                                                 |                                         |
| 직무대행    | 최재경(崔在卿)    | 2009년 7월 10일~2009년 8월 12일  | 기획조정실장 겸 차관 직무대행                   |                                         |
| 53대        | 황희철(黃希哲)    | 2009년 8월 12일~2011년 8월 12일  |                                                 |                                         |
| 직무대행    | 정병두(鄭炳斗)    | 2011년 8월 12일~2011년 8월 22일  | 기획조정실장 겸 차관 직무대행                   |                                         |
| 54대        | 길태기(吉兌基)    | 2011년 8월 22일~2013년 3월 14일  |                                                 |                                         |
| 박근혜 정부 | 55대              | 김학의(金學義)                   | 2013년 3월 15일~2013년 3월 21일                 | 고위층 별장 성접대 의혹과 관련하여 사퇴 |
| 박근혜 정부 | 직무대행          | 김주현(金周賢)                   | 2013년 3월 21일~2013년 4월 5일                  | 기획조정실장 겸 차관 직무대행           |
| 박근혜 정부 | 56대              | 국민수(鞠敏秀)                   | 2013년 4월 5일~2013년 12월 24일                 |                                         |
| 박근혜 정부 | 57대              | 김현웅(金賢雄)                   | 2013년 12월 24일~2015년 2월 10일                |                                         |
| 박근혜 정부 | 58대              | 김주현(金周賢)                   | 2015년 2월 11일~2015년 12월 20일                | 법무장관 직무대행 역임                  |
| 박근혜 정부 | 59대              | 이창재(李昌宰)                   | 2015년 12월 21일~2017년 5월 21일                | 법무장관 직무대행 역임                  |
| 문재인 정부 | 60대              | 이금로(李今魯)                   | 2017년 5월 22일~2018년 6월 21일                 | 법무장관 직무대행 역임                  |
| 문재인 정부 | 61대              | 김오수(金浯洙)                   | 2018년 6월 22일~2020년 4월 26일                 | 법무장관 직무대행 역임                  |
| 문재인 정부 | 62대              | 고기영(高基榮)                   | 2020년 4월 27일~2020년 12월 2일                 |                                         |
| 문재인 정부 | 63대              | 이용구(李龍九)                   | 2020년 12월 3일~2021년 6월 3일                  | 법무장관 직무대행 역임                  |
| 문재인 정부 | 직무대행          | 심우정(沈雨廷)                   | 2021년 6월 3일~2021년 6월 4일                   | 기획조정실장 겸 차관 직무대행           |
| 문재인 정부 | 직무대행          | 주영환(朱映奐)                   | 2021년 6월 4일~2021년 7월 14일                  | 기획조정실장 겸 차관 직무대행           |
| 문재인 정부 | 64대              | 강성국(姜聲國)                   | 2021년 7월 14일~2022년 5월 13일                 | 법무장관 직무대행 역임                  |
| 윤석열 정부 | 65대              | 이노공(李魯公)                   | 2022년 5월 13일~2024년 1월 18일                 | 법무장관 직무대행 역임                  |
| 윤석열 정부 | 66대              | 심우정(沈雨廷)                   | 2024년 1월 19일~2024년 9월 15일                 | 법무장관 직무대행 역임                  |
| 윤석열 정부 | 직무대행          | 변필건(卞弼建)                   | 2024년 9월 16일~2024년 9월 22일                 | 기획조정실장 겸 차관 직무대행           |
| 윤석열 정부 | 67대              | 김석우(金錫佑)                   | 2024년 9월 23일~2025년 6월 29일                 | 법무장관 직무대행 역임                  |
| 이재명 정부 | 68대              | 이진수(李鎭琇)                   | 2025년 6월 29일~                                | 법무장관 직무대행 역임                  |

## 같이 보기
- 법무부
- 법무부 장관